# Mordellistena diversestrigosa
Mordellistena diversestrigosa là một loài bọ cánh cứng trong họ Mordellidae. Loài này được Píc miêu tả khoa học năm 1941.